# Coti (mitologia)
Coti  (in greco antico Κότυς Kòtys) era una dea adorata nella Tracia, che veniva celebrata con feste religiose note come Cotizie. Era particolarmente adorata tra gli Edoni. I greci consideravano Coti un aspetto di Persefone.

## Etimologia
Il nome Coti secondo alcune fonti avrebbe il significato di "guerra, macellazione" simile al norreno Höðr, che significa "guerra, macellazione".

## Culto
I seguaci di Coti erano conosciuti come βάπται bàptai, che significa "bagnanti", perché la loro cerimonia di purificazione pre-culto comportava un elaborato rituale di balneazione. 
Coti era spesso adorata durante le cerimonie notturne, che erano spesso associate a orge e ad un comportamento osceno.
Il suo culto era molto simile al culto della dea Bendis.
Coti era adorata anche a Corinto.